# Domagoj Margetić
Domagoj Margetić (Zagreb, SFRJ, 9. januar 1974) hrvatski je novinar-istraživač i bivši političar.
Domagoj Margetić karijeru je započeo početkom 1990-ih kao vođa stranke „Hrvatske mladeži“ sa kojom na lokalnim izborima nije ostvario značajniji uspeh. Nakon toga se učlanio u HDZ, gde je postao predsednik omladine. Godine 1996. se razilazi sa Franjom Tuđmanom, te biva izbačen iz stranke, nakon čega počinje njegova karijera istraživačkog novinara.
Krajem 2002. godine Margetić biva osuđen zbog malverzacija i dugova nastalih tokom njegovog upravljanja ornitološkim rezervatom Crna Mlaka. Dvaput je osuđivan pred Međunarodnim krivičnim tribunalom za bivšu Jugoslaviju u Hagu, osnovanim od strane Ujedinjenih Nacija; prvi put 2005. kada je Margetić zajedno s Markicom Rebićem, Stjepanom Šešeljem i Ivicom Marijačićem osuđen zbog nepoštovanja suda, odnosno zbog objavljivanja svedočenja zaštićenog svedoka Stjepana Mesića u procesu protiv Tihomira Blaškića 1998. godine. Šešelj i Margetić, direktor odnosno glavni urednik Hrvatskog slova osuđeni su prema dvema tačkama, budući da su odbili da prime optužnicu. Nakon godinu dana Karla del Ponte ponovo podiže optužnicu protiv Domagoja Margetića, opet zbog nepoštovanja suda i otkrivanja zaštićenih svedoka. U 2006. godini osuđen je na tri meseca zatvora i 10.000 evra novčane kazne, a pušten je iz pritvora 2007. Od 2005. godine radi kao kolumnista na vlastitom web portalu „Necenzurirano.com“. Margetić je bio predmetom kontroverzi i zbog osnivanja Stranke hrvatskih branitelja uprkos tome što nije učestvovao u ratu; stranka je bila deo koalicije „Jedino Hrvatska“, ali nije s njom nastupila na izborima za Hrvatski sabor 2007. godine, već samostalno u XI izbornoj jedinici za iseljeništvo. SHB na navedenim izborima nije prešla census.

## Spoljašnje veze
- Presuda ICTY-a
- Intervju u emisiji Govornica